# Anarta cordigera
Anarta cordigera là một loài bướm đêm trong họ Noctuidae.